# Pnina Grynszpan-Frymer
Pnina Grynszpan-Frymer, z domu Papier (hebr. פנינה גרינשפן–פרימר, ur. 1923 w Nowym Dworze Mazowieckim zm. 17 listopada 2016 w Tel Awiwie) – żydowska działaczka ruchu oporu podczas II wojny światowej, uczestniczka powstania w getcie warszawskim.

## Życiorys
Urodziła się w Nowym Dworze Mazowieckim, jako ostatnia z siedmiorga rodzeństwa. Jej ojciec posiadał własny wóz oraz konie i pracował jako tragarz towarów. W rodzinnym mieście ukończyła żydowską szkołę powszechną. Jesienią 1939 przeniosła się z rodziną do Warszawy, ale wczesną wiosną 1941 powróciła do Nowego Dworu, gdzie zamieszkała w getcie na Piaskach. Pracowała w pobliskim Modlinie przy wycince drzew. W czerwcu 1941 przeniosła się do Legionowa, a następnie ponownie do Warszawy, gdzie zamieszkała u brata Dawida. Jej rodzice, dziadek, siostra i brat Zygmunt trafili do obozu w Pomiechówku. We wrześniu 1941 do getta warszawskiego przyjechała jej matka i brat Zygmunt. Pnina i jej dwóch braci pracowali w szopie Landaua przy ulicy Gęsiej. 
Przed styczniem 1943 dzięki Herszowi Berlińskiemu wstąpiła do Żydowskiej Organizacji Bojowej. Po tzw. akcji styczniowej grupy bojowe skoszarowały się, a Pnina przyporządkowana została do grupy Berlińskiego. W tym czasie mieszkała na terenie szopu szczotkarzy przy ulicy Świętojerskiej 34.
W czasie powstania w getcie walczyła w oddziałach ŻOB, posiadając zaledwie jeden granat i jedną butelkę z benzyną. 20 kwietnia przeszła wraz z Markiem Edelmanem do getta centralnego do budynku przy ulicy Franciszkańskiej 30. 
8 maja wraz z grupą bojowców (m.in. Jurkiem Błonesem i Abramem Stolarkiem) weszła do kanału w poszukiwaniu wyjścia na aryjską stronę. Tam natknęła się na grupę, którą prowadził Kazik Rathajzer. 10 maja obie grupy wyszły z kanałów przy ulicy Prostej. Zostali przewiezieni podstawioną ciężarówką do lasu w Łomiankach pod Warszawą. 
Do lipca 1944 walczyła w partyzantce w lasach wyszkowskich. Następnie wróciła do Warszawy, gdzie ukrywała się w mieszkaniu przy ulicy Rakowieckiej 24 wraz z Jankiem Bilakiem, Chaną Kryształ-Fryszdorf i Dowem Szniperem. Po wybuchu powstania warszawskiego właścicielka mieszkania wymówiła im schronienie. Na ulicy zostali złapani przez Niemców i wraz z grupą Polaków zaprowadzeni do siedziby Gestapo w alei Szucha. Pnina i Chana wraz z innymi kobietami zostały zwolnione. 
Pninie udało się przejść na stronę powstańców, którzy posądzili ją o szpiegostwo, za co trafiła do więzienia. Podczas przesłuchania uwierzył jej oficer znający nazwisko jej brata. Zwolniono ją i nakazano zamieszkać u żydowskiej rodziny, gdzie ją regularnie kontrolowano. Po upadku powstania nie zdecydowała się na opuszczenie Warszawy, bojąc się wykrycia jej żydowskiego pochodzenia. W ruinach miasta wraz z Maszą Glajtman i Jakubem Putermilchem ukrywała się do 22 lub 23 stycznia 1945.
Po spotkaniu komendanta z lasów wyszkowskich dostała mundur i została łączniczką w grupie Armii Ludowej. W marcu 1945 wyjechała z Polski. Po pół roku przebywania w Rumunii dotarła do Palestyny. Zamieszkała w Tel Awiwie. Jej mężem był Chaim Frymer (1920–1972), także powstaniec z getta.
W 2002 wypowiedziała się na temat listu otwartego Marka Edelmana do „palestyńskich partyzantów”, krytykując porównanie między żydowskimi bojownikami z getta a palestyńskimi terrorystami. 
W 2003 jako jedna z ostatnich uczestniczek brała udział w obchodach 60. rocznicy wybuchu powstania w getcie warszawskim. W 2006 wzięła udział w izraelskim filmie dokumentalnym Ostatni żydowscy powstańcy. W kwietniu 2008 uczestniczyła w obchodach 65. rocznicy wybuchu powstania w getcie warszawskim.
Została pochowana na cmentarzu w Holonie.

## Upamiętnienie
- Jej nazwisko widnieje na tablicy pamiątkowej umieszczonej przy pomniku Ewakuacji Bojowników Getta Warszawskiego przy ulicy Prostej 51 w Warszawie.

## Odznaczenia
- 2003: Krzyż Oficerski Orderu Zasługi RP[3]